# Lidköpings församling
Lidköpings församling är en församling i Kålland-Kinne kontrakt i Skara stift. Församlingen ligger i Lidköpings kommun i Västra Götalands län och utgör ett eget pastorat. 

## Administrativ historik
Församlingen har funnit åtminstone sedan 1440-talet och utgjorde till 1550 ett eget pastorat. Från 1550 till 1677 moderförsamling i pastoratet Lidköping och Sävare som från 1553 även omfattade Lindärva församling och Hasslösa församling. Från 1677 till 1861 moderförsamling i pastoratet Lidköping, Härene, Hovby som till 1776 även omfattade Skofteby församling. Från 1861 utgör församlingen ett eget pastorat.

## Kyrkor
- Sankt Nicolai kyrka
- Sankt Sigfrids kyrka
- Sankta Maria kyrka

## Organister
| Period    | Namn                           | Levnadstid | Övrigt    |
| --------- | ------------------------------ | ---------- | --------- |
| 1656-1659 | Göran Beijer                   | –1679      | Organist  |
| 1665      | Göran Beijer                   | –1679      | Organist  |
| 1665-     | Mattias Lambertsson Kron       | ca 1621-   | Organist  |
| 1674-1679 | Hans Mårtensson                |            | Organist  |
| 1691-1693 | Hans Nilsson Lindekrok         |            | Organist  |
| 1694-1702 | Niklas Andersson Wass          | 1667-      | Organist  |
| 1703-1707 | Johan Fredriksson Hultman      | -1707      | Organist  |
| 1713-1735 | Sven Lidmark                   | -1735      | Organist  |
| 1738-1743 | Abraham Gustav Holm            | 1706-1744  | Organist  |
| 1743-1803 | Sakarias Lidmark               | 1724-1803  | Organist  |
| 1805-1842 | Sven Johan Eriksson Widerström | 1781-1842  | Organist  |
| 1842-1893 | Isak Hultstrand                | 1821-1893  | Organist  |
| 1928–1964 | Stig Karl Fritiof Scherstén    | 1901–      | Organist. |